# 奧托一世 (巴伐利亞)
奧托一世（德語：Otto I，954年—982年10月31日），士瓦本公爵、巴伐利亞公爵。

## 生平
奧托一世的父親魯道夫於957年去世，當時他只有三歲。他在祖父神聖羅馬皇帝奥托一世的王庭長大，奥托一世似乎已經收養他，並與自己的兒子奥托二世一起撫養長大。奧托二世於955年出生，比奧托還小一歲，所以奥托二世認為他既是「侄子又是兄弟」（nepos ac frater）。
雖然奧托一世的父親魯道夫曾是士瓦本公爵，但因為其反叛其祖父神聖羅馬皇帝奥托一世而被剝奪爵位，並轉由布爾夏德三世接替，後者於973年去世而沒有留下子女，當時身為神聖羅馬皇帝的奧托二世便將士瓦本公國轉賜給他十九歲的侄子奧托一世。奥托亦成為他年輕較輕的叔叔的的親密知己。
976年，被監禁的巴伐利亞公爵亨利二世因叛亂被正式免職。神聖羅馬皇帝奧托二世又將巴伐利亞公國賜給已為士瓦本公爵的奧托一世，是德意志王國中世紀以來第一位同時統治此兩個公國的統治者。不過克恩頓公國和諾德高藩侯國雖然也從海因里希二世手上奪去，但並未授予奧托一世，因此從那時起，兩國的歷史與巴伐利亞公國的歷史是分開的。977年，當神聖羅馬皇帝奧托二世在其他地方作戰時，奧托一世通過成功地圍困身在帕紹的三位領導，以幫助鎮壓三亨利叛亂，這三位亨利分別是被廢黜的巴伐利亞公爵海因里希二世、奧格斯堡主教亨利一世和克恩頓公爵亨利三世 。這時可能由奧托一世派遣的巴伐利亞軍隊在與神聖羅馬皇帝合兵的路上在皮爾森附近遭到波希米亞公爵波列斯拉夫二世伏擊。
980年，奧托一世陪同神聖羅馬皇帝奧托二世在意大利王國南部展開戰役，與拜占庭人和西西里的阿拉伯人作戰。奧托一世於982年7月13日至14日在克羅託內附近的遭到慘敗而倖存下來，隨後遭到阿拉伯部隊的伏擊，奧托一世於10月31日在盧卡的戰鬥中受傷而死亡，他的父親魯道夫也死於阿爾卑斯山以南。他的家人將他的屍體運回去，並將其葬在奧托一世慷慨捐贈的阿沙芬堡聖彼得和亞歷山大教堂中。奧托一世的去世在當代阿賓頓版本的《盎格魯-撒克遜編年史》中有記載：「然後，當他回家時，他的（皇帝）兄弟的兒子被稱為奧托去世；他是風度翩翩的魯道夫的兒子，這位魯道夫是奧托和英格蘭國王愛德華的女兒的長子。”
奧托一世的姐姐埃森修道院長瑪蒂爾德賦予過一只珍貴的珠寶十字架，該十字架保存在埃森大教堂藏寶室內，兩姊弟被描繪在上面。奧托一世從未結婚，沒有留下任何子嗣。